# Zolotuchinskij rajon
Lo Zolotuchinskij rajon (in russo Золотухинский район?) è un rajon dell'Oblast' di Kursk, nella Russia europea; il capoluogo è Zolotuchino. Istituito nel 1929, ricopre una superficie di 1.150 chilometri quadrati e consta di una popolazione di circa 23.000 abitanti.